# معركة القامشلي (أبريل 2016)
معركة القامشلي كانت معركة عنيفة بين شرطة الأسايش شبه العسكرية وقوات الدفاع الوطني الموالية للحكومة في مدينة القامشلي، سوريا.

## المعركة
في 20 أبريل 2016، هاجمت ميليشيات قوات الدفاع الوطني دورية الأسايش عندما فشلت الشرطة الكردية في التوقف عند نقطة تفتيش حكومية داخل منطقة القامشلي. ووفقا لما ذكرته المصادر الكردية، قتلت قوات الدفاع الوطني اثنين من أفراد الأسايش واثنين من المدنيين بنيران القناصة. وتصاعدت الاشتباكات بعد ذلك بين الفصيلين، حيث شاركت قوات الأسايش في القتال، مما أسفر عن مقتل 8 من أفراد قوات الدفاع الوطني واعتقال آخرين.
في اليوم التالي، طوقت الأسايش القوات الحكومية في وسط المدينة، واستولت على مخبز وسجن علايا المحاصر، حيث قتل خمسة من مقاتلي الأسايش. استسلم 45 من أفراد ميليشيات قوات الدفاع الوطني وقتل عدد من المدنيين. خلال المعركة قامت قوات الأسايش بإزالة ملصق لبشار الأسد في المناطق التي استولت عليها. وردا على ذلك، قصف الجيش السوري السجن والمناطق المحيطة به بقذائف الهاون، مما أسفر عن مقتل 4 مدنيين في الأحياء القريبة. وفي اليوم نفسه، أعلن تنظيم الدولة الإسلامية في العراق والشام هجوما بسيارة مفخخة أسفر عن مقتل وإصابة 15 مقاتلا كرديا في المدينة. وفي المساء، نقضت قوات الدفاع الوطني وسوتورو بعض مكاسب أسايش واستولوا على نقطتي تفتيش، واستاد، ومستشفى في المدينة.
وأعلن وقف إطلاق النار لأجل غير مسمى في 22 أبريل. وطبقا لاتفاقية وقف اطلاق النار فان كل جانب سيحتفظ بالاراضى الخاضعة لسيطرته. وقف إطلاق النار منح الأكراد السيطرة على مزيد من الأراضي في شمال سوريا.

## بعد
في وقت لاحق، أطلق سراح نحو 24 من المقاتلين الموالين للحكومة بموجب شروط وقف إطلاق النار في 25 أبريل.